# ميخائيل شنايدر
ميخائيل شنايدر (بالألمانية: Michael Schneider)‏ هو موزع ألماني، ولد في 10 أغسطس 1953 في نوردهورن في ألمانيا.

## وصلات خارجية
- ميخائيل شنايدر على موقع ميوزك برينز (الإنجليزية)
- ميخائيل شنايدر على موقع أول ميوزيك (الإنجليزية)
- ميخائيل شنايدر على موقع ديسكوغز (الإنجليزية)